# Мухаммад XI (емір Гранади)
Мухаммад XI (араб. محمد الحادي عشر‎; д/н — 1454) — 19-й емір Гранадського емірату в 1453—1454 роках. Мав прізвисько у християн Ель Чікіто («Хлопчик»).

## Життєпис
Походив з династії Насрідів. Син Мухаммада VIII, еміра Гранади. Про дату народження обмаль відомостей. 1429 року після повалення батька разом з ним опинився у в'язниці фортеці Салобренья. Втім після страти батька у 1431 року залишився живим. Достеменно невідомо, коли новий емір Мухаммад IX звільнив молодого Мухаммада ібн Мухаммада, а потім оженив його на своїй доньці.
У 1452 році виступив проти могутнього роду Бану-Саррай, що бажав зробити свого кандидата Саїда наступним еміром. В результаті держава опинилася поділеною на 2 частини. Мухаммада ібн Мухаммад закріпився в Малазі. Але після смерті Мухаммада IX все ж став еміром. Його підкорилися ключові міста — Гранада і Альмерія. Проте його суперник Саїд закріпився в Ронді, де визнав себе васалом Кастилії.
В свою чергу Мухаммад XI 1454 року поновив перемир'я з королівством Кастилія. Але невдовзі рід Бану-Саррай за підтримки кастильської армії захопив Гранаду, емірові довелося тікати до Малаги. Втім тут протримався недовго, оскільки був переможений кастильцями. Повалений емір втік до Альпухаррасу. Невдовзі намагався відвоювати Гранаду, але потрапив у пастку, був схоплений й страчений в Гранаді.